# 日本社会主義同盟
日本社会主義同盟（にほんしゃかいしゅぎどうめい）とは、1920年（大正9年）に結成された、日本における社会主義者の統一組織である。

## 概要
日本では日本社会党の結党禁止（1907年）以後、1910年の大逆事件を経て、社会主義運動がほぼ壊滅した「冬の時代」を迎えていた。しかし第一次世界大戦、ロシア革命の勃発などで政府の社会主義取り締まりが緩和すると、日本の社会主義者は大同団結を目的として結集し運動の再建をめざすことになった。そこで1920年8月に山川均を中心にして、友愛会・信友会などの各種労働組合や学生団体、社会運動家らの思想団体を網羅して結成され、12月の創立大会には申込者が1000人を超えた。12月9日、創立準備会を開き、官憲をだしぬいて突如結成を宣言した。しかし激しい弾圧を受け、検挙される人が増え、1921年（大正10年）、第二回大会開会の後に5月28日、結社禁止の処分をうけて解散した。活動期間は短く、また有力な活動もなかったが、社会主義者が大同団結したことに意義が与えられている。『社会主義』（『新社会評論』を改題）を機関誌とした。

## 影響
この同盟は単一の政治党派を結成するには至らず、同盟内左派の堺利彦は、1922年に日本共産党（第一次共産党）を結成。合法性の維持を目指す非共産系も単一の政党結成には至らず、1925年に右派の社会民衆党と、中間派の労働農民党に分かれた。